# Зафнерн
Зафнерн (нем. Safnern) — коммуна в Швейцарии, в кантоне Берн. 
Входит в состав округа Нидау. Население составляет 1808 человек (на 31 декабря 2006 года). Официальный код — 0746.